# V-Rally
Гра з серії Need For Speed з ралійної тематикою. Інша назва «Need for Speed: V-Rally». На відміну від інших ігор серії, цю гру розробляли не Electronic Arts, а Eden Studios.

## Геймплей

### Траси
В доступно для гри 10 локацій:
- Індонезія
- Англія
- Кенія Сафарі
- Корсика (Франція)
- Іспанія
- Нова Зеландія
- Французькі Альпи (Монако)
- Швеція

### Автомобілі
- Mitsubishi Lancer Evolution
- Subaru Impreza WRX
- Toyota Corolla
- Nissan Almera
- Skoda Felicia
- Ford Escort
- Citroen Saxo
- Renault Megane
- Peugeot 106
- Peugeot 306

#### V-Rally Edition '99
- Subaru Impreza
- Toyota Corolla
- Ford Escort
- Mitsubishi Lancer
- Peugeot 306 Maxi
- Citroën Xsara
- Renault Megane
- SEAT Ibiza
- Hyundai Coupe
- Škoda Octavia
- Nissan Almera

#### Бонусні автомобілі
- Ford Escort V-Rally версія
- Lancia Stratos
- Toyota Celica
- Lancia Delta